# Sven Atterling
Sven Birger Atterling, född 20 december 1893 i Motala församling, Östergötlands län, död 1955 i Danderyds församling, Stockholms län
, var en svensk konstnär.
Han var son till skräddarmästaren G.A. Andersson och dennes maka, född Jonsson, samt bror till konstnären Carl Atterling.
Atterling var som konstnär autodidakt. Han debuterade med en separatutställning i Motala 1932 och ställde därefter ut separat i Jönköping, Borås, Sala och Sigtuna. Han medverkade i samlingsutställningar med Östgöta konstförening och deltog i grupputställningar i Borås, Örebro, Eskilstuna, Jönköping, Skövde, Helsingborg och Falkenberg.
Hans konst består huvudsakligen av naturalistiskt hållna landskap, men  efter en tids vistelse i den bohuslänska skärgården ägnade han sig även åt marinmålning.